# Metagenomica

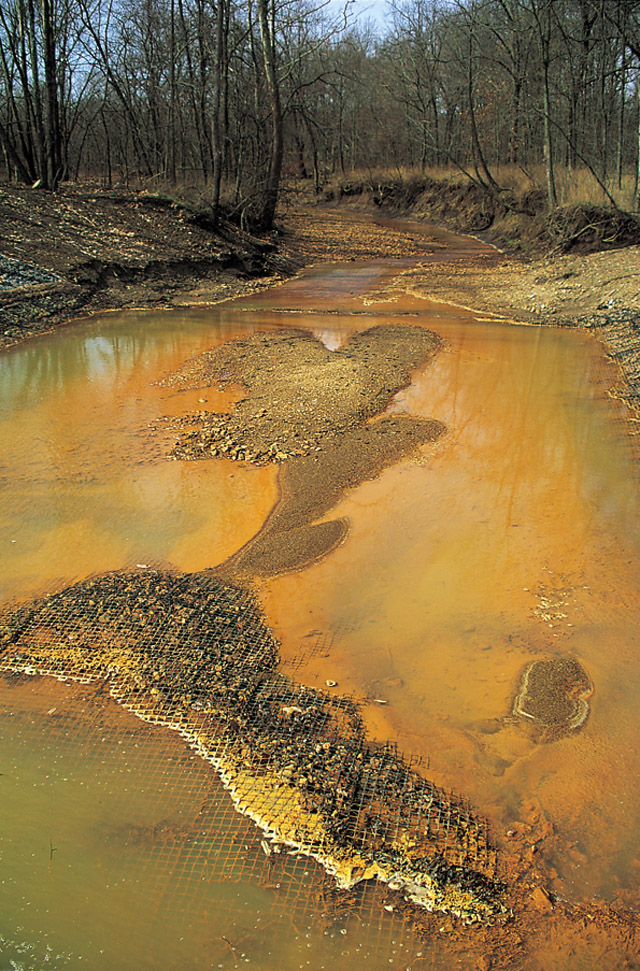
In de metagenomica wordt DNA bemonsterd uit een bepaalde omgeving, zoals dit ijzerrijke riviertje, waarna men de microbiële gemeenschappen kan analyseren.

Metagenomica (Engels: metagenomics) is het onderzoeksgebied dat zich bezighoudt met de analyse van het genetisch materiaal dat rechtstreeks uit een bepaalde omgeving wordt bemonsterd. Men kan door middel van metagenomisch onderzoek te weten komen welke micro-organismen er in een bepaalde omgeving leven, wat hun soortenrijkdom is en welke mogelijke functie ze vervullen.
Tijdens een metagenomisch onderzoek wordt eerst een monster genomen van een bepaalde omgeving, zoals de bodem, het zeewater of de menselijke darm. In dit monster bevindt zich genetisch materiaal (DNA) van alle plaatselijke micro-organismen. Het DNA wordt geïsoleerd uit het monster, vervolgens gekloneerd (vermeerderd), en ten slotte met moderne apparatuur uitgelezen (sequencing). Door computationele analyse kunnen dan alle individuele genomen die in het monster zaten geprofileerd worden.
De metagenomica heeft licht geworpen op de gigantische diversiteit van het microbiële leven om ons heen. In het verleden was het nodig de microbiële soorten eerst te isoleren en in cultuur te brengen, alvorens ze te sequencen. Doordat de DNA-sequencers vanaf de jaren 2000 in hoog tempo gevoeliger en geavanceerder werden, werd het mogelijk hele microbiële gemeenschappen direct uit hun lokale omgeving in ongeëvenaard detail te onderzoeken.

## Techniek

### Sequencing

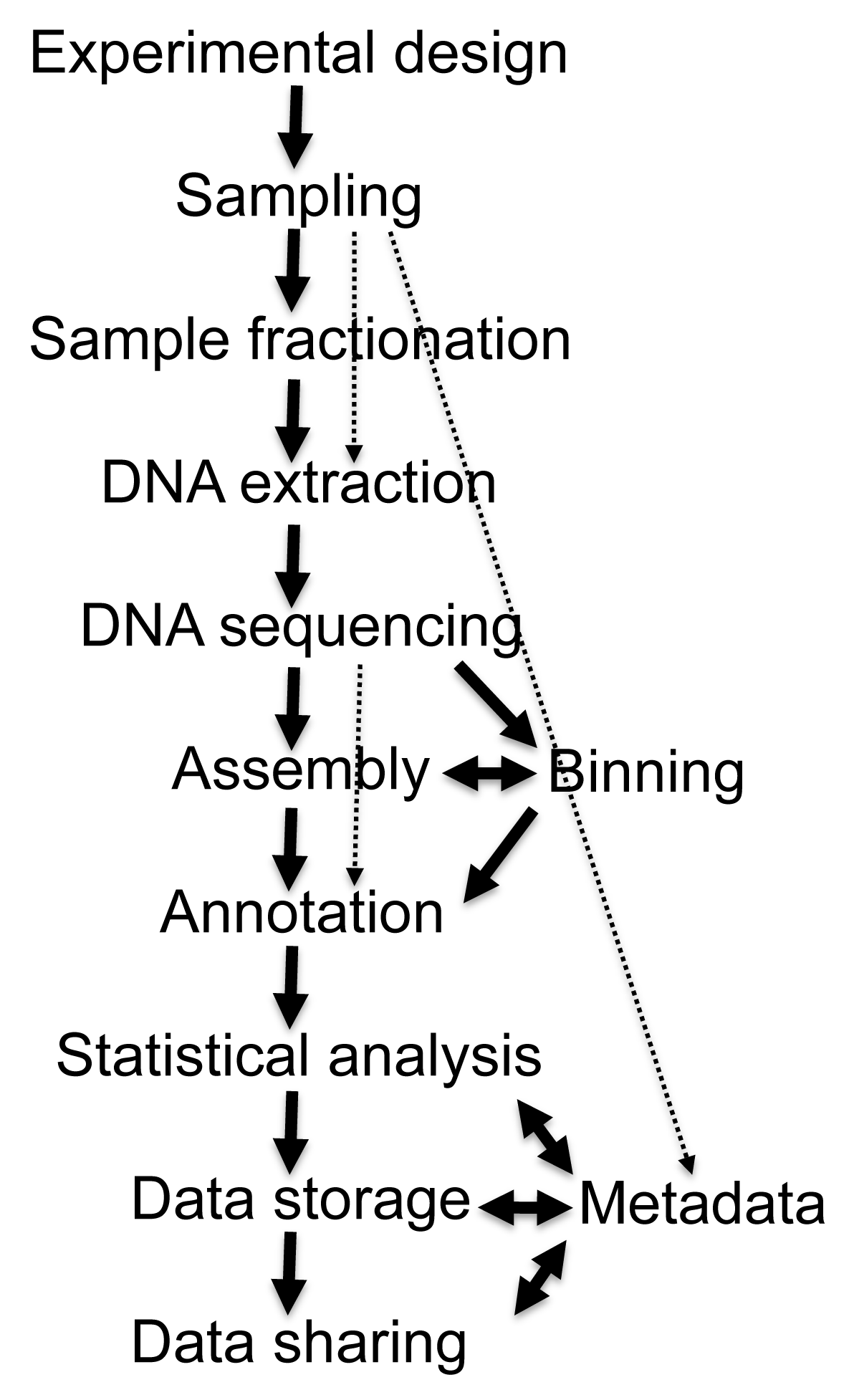
Stroomdiagram van een metagenomisch onderzoek.

Dankzij vooruitgangen in bio-informatica, en door verbeterde DNA-extractiemethoden en sequencingtechnieken, is het mogelijk geworden om de complexe wirwar van DNA in een ruw milieu-monster te ontcijferen; te zeggen van welke micro-organismen het DNA afkomstig is. Tot aan de jaren 2000 – een periode waarin men de organismen uit een monster eerst moest isoleren en in kweek moest brengen – leek dat nog onwaarschijnlijke toekomstmuziek.
Het vaststellen van de nucleotidevolgorde van het DNA in een monster gebeurt met relatief eenvoudige sequencing-technieken, zoals shotgun-sequencing. Bij deze techniek, die ook gebruikt is om het menselijk genoom te bepalen, wordt het DNA in willekeurige stukken gefragmenteerd. De fragmenten zijn klein genoeg om te worden gesequencet. De gesequencete stukjes (reads) worden vervolgens – op basis van overlappende delen – weer in elkaar gezet tot een consensussequentie (genoomassemblage). De assemblage en daaropvolgende analyse van de sequentiedata blijft een lastige uitdaging in de metagenomica.
Shotgun-metagenomica kan informatie leveren over welke soorten organismen aanwezig zijn in een bepaald milieu, maar bijvoorbeeld ook welke metabole processen mogelijk zijn in de gemeenschap. Het is belangrijk om te bedenken dat de meest abundante micro-organismen in een monster ook het sterkst vertegenwoordigd zullen worden in de uiteindelijke sequentiedata. Om ook de minder abundante soorten in beeld te krijgen, is het nodig grotere samples van de omgeving te nemen. Dit is om praktische redenen niet altijd mogelijk.

### Bio-informatica en analyse
De gegevens die tijdens een metagenomisch onderzoek worden gegenereerd zijn zeer omvangrijk en van nature ruizig; ze bevatten immers de gefragmenteerde gegevens van duizenden, soms tienduizenden soorten micro-organismen. Ter illustratie: de darmflora van de mens bestaat uit ruim 300 gigabasen (300 miljard letters aan DNA). Het verzamelen, beheren en extraheren van nuttige biologische informatie uit datasets van deze omvang vormt een aanzienlijke rekenkundige uitdaging voor bio-informatici.

## Toepassingen
Metagenomica heeft veel duidelijk gemaakt over de complexiteit, ecologische functies en medische waarde van de microbiële gemeenschappen om ons heen. Weten welke micro-organismen er in een bepaalde omgeving leven, is relevant voor diverse praktisch gerichte vakgebieden, onder meer in de biotechnologie, geneeskunde, landbouw, duurzaamheid en ecologie.

### Landbouw

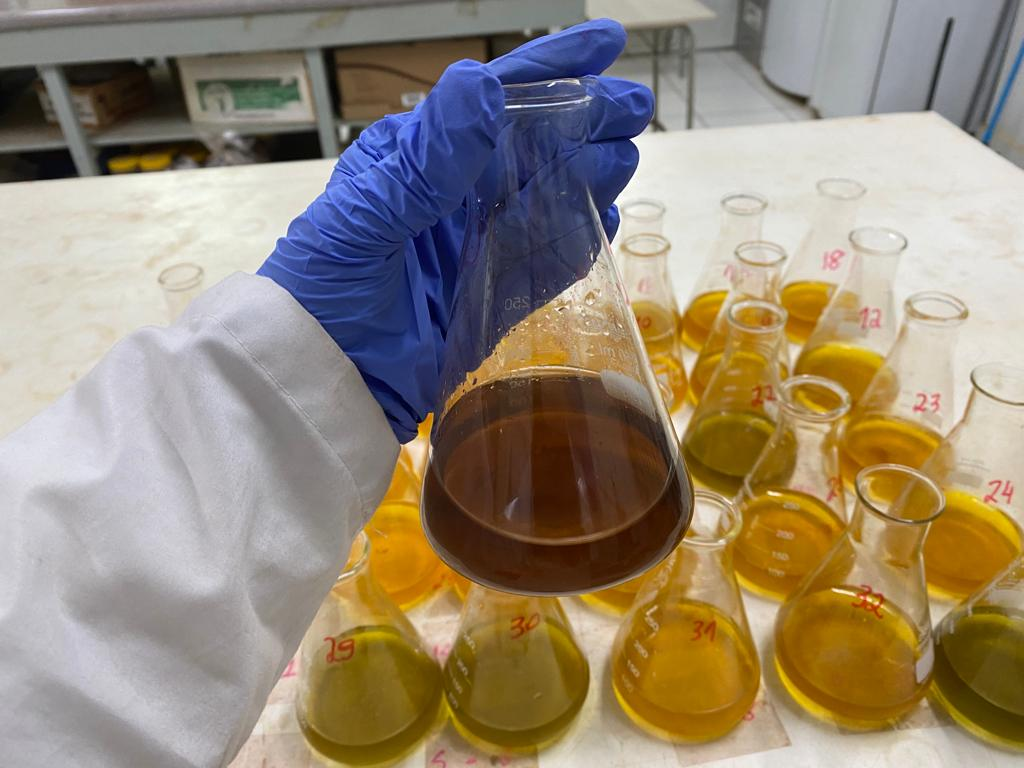
Filtraat van een bodemmonster voor metagenomische karakterisatie

De bodems waarin planten groeien en gewassen worden verbouwd, zijn de woonplaats van complexe microbiële gemeenschappen. Eén gram vruchtbare aarde bevat naar schatting zo'n 10 miljard microbiële cellen, wat overeenkomt met ongeveer een gigabase aan sequentie-informatie. Bodemorganismen vervullen verschillende ecosysteemdiensten die essentieel zijn voor plantengroei, zoals het fixeren van stikstof, beschikbaar maken en in omloop houden van nutriënten, onderdrukken van plantenziektes en het wegvangen van zware metalen. Ondanks het belang voor de landbouwindustrie is er nog veel onduidelijk over de werking van de verschillende micro-organismen die samenleven met planten. Metagenomica kan zodoende bijdragen aan verbeterde landbouwmethoden die aangrijpen op de interacties tussen gewassen en het microbiële bodemleven.

### Biotechnologie
Micro-organismen produceren een enorm scala aan natuurproducten, bijvoorbeeld ter verdediging tegen ziekteverwekkers of ter communicatie met soortgenoten. Sommige van deze stoffen hebben interessante biologische of farmacologische eigenschappen, en kunnen worden ingezet als geneesmiddel, voedingsstof of bestrijdingsmiddel. In de zoektocht naar nieuwe natuurproducten (bioprospectie) zijn onontgonnen microbiële gemeenschappen in de belangstelling gekomen. De metagenomica speelt hierin, als snelle karakteriseringsstrategie, een centrale rol.
De metagenomica kan uitwijzen of er in onbekende (nog niet eerder geïdentificeerde) micro-organismen genen aanwezig zijn die mogelijk coderen voor de synthese van commercieel interessante verbindingen. Toegepaste metagenomica heeft ten grondslag gelegen aan de ontdekking en ontwikkeling van nieuwe enzymen die een rol spelen in de productie van fijnchemicaliën, voedingsstoffen, bestrijdingsmiddelen en farmaceutica. Enzymen hebben het voordeel dat ze verbindingen asymmetrisch synthetiseren – iets dat van groot belang is bij de bereiding van geneesmiddelen.

### Karakterisering van het microbioom
Het microbioom van de mens is van essentieel belang voor het normaal functioneren van het lichaam. De micro-organismen die van nature in en op het menselijk lichaam leven, spelen bijvoorbeeld een belangrijke rol in de bescherming tegen ziekteverwekkers, de vertering van voedsel en in het metabolisme. Er is nog veel onduidelijk over de samenstelling (compositie) van het microbioom en de mechanismen waarmee commensale micro-organismen de gezondheid kunnen beïnvloeden. Metagenomica kan hierin inzicht verschaffen.
Met behulp van metagenomische sequencing kunnen de soortenrijkdom en mogelijke functies van het microbioom in kaart worden gebracht. Zo zijn er verbanden gevonden tussen de compositie van het microbioom en bepaalde aandoeningen, zoals overgewicht, darmziekten en zelfs hersenziekten. Omdat het darmmicrobioom bij iedere persoon uniek is – en in de loop der tijd kan veranderen onder invloed van voeding en medicatie – wordt metagenomica tevens gezien als een belangrijke tool in de diagnostiek en gepersonaliseerde geneeskunde.